# Rahosaari
Rahosaari är en ö i Finland. Den ligger i sjön Onkivesi och i kommunen Lapinlax i den ekonomiska regionen  Övre Savolax ekonomiska region  och landskapet Norra Savolax, i den centrala delen av landet, 400 km norr om huvudstaden Helsingfors. Öns area är 8,8 hektar och dess största längd är 410 meter i nord-sydlig riktning.  Rahosaari ligger i sjön Onkivesi.